# Nordkurier

Ehemalige Logos mit Schattierung (2012)

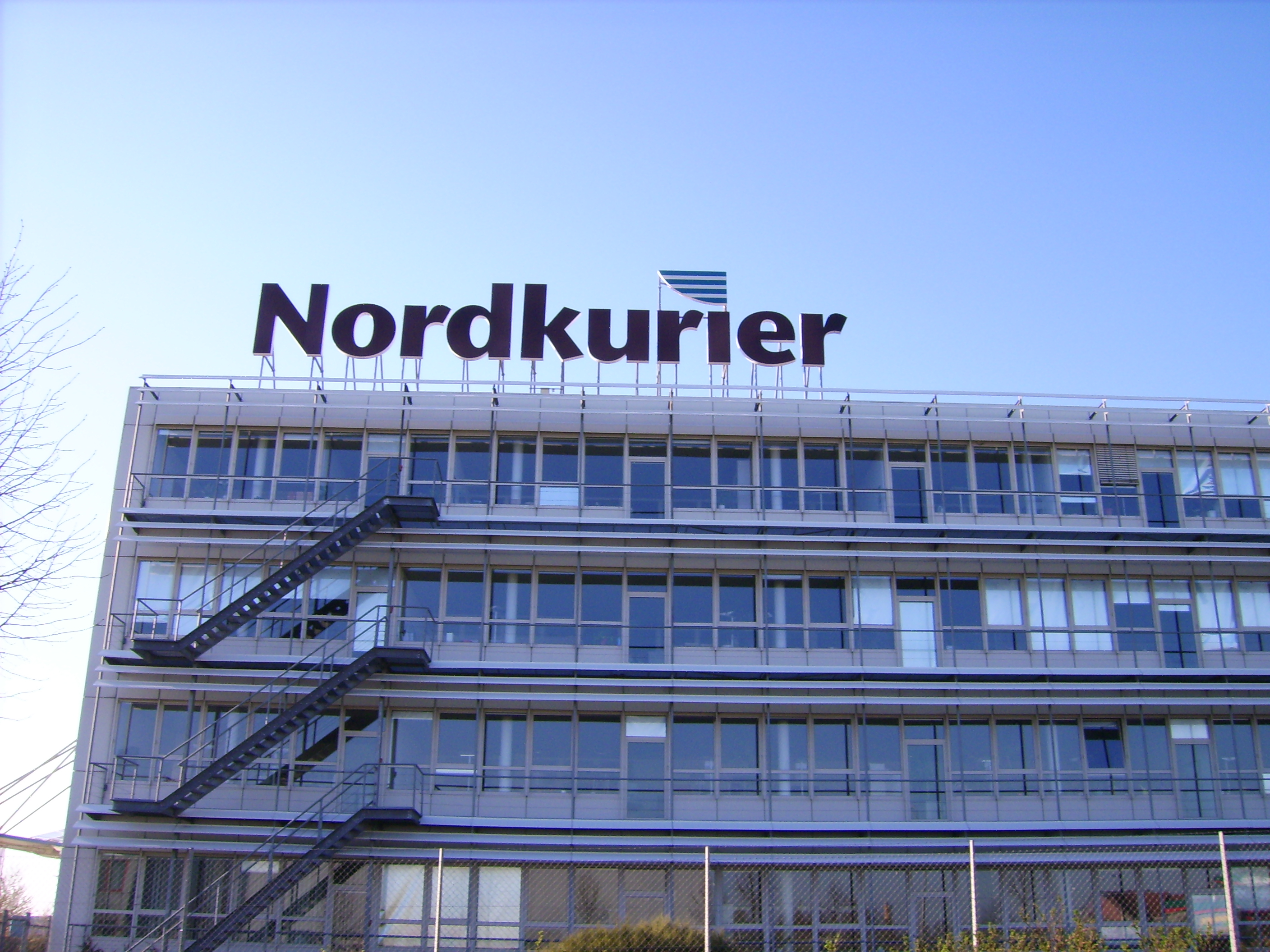
Nordkurier-Gebäude, Flurstraße 2, Neubrandenburg

Der Nordkurier ist eine regionale Tageszeitung. Sie wird überwiegend in Ostmecklenburg, im südlichen Teil Vorpommerns sowie im Landkreis Uckermark im nördlichen Brandenburg vertrieben. Das traditionelle Verbreitungsgebiet ist weitestgehend identisch mit den Grenzen des ehemaligen Bezirks Neubrandenburg der DDR. Die verkaufte Auflage beträgt 40.775 Exemplare, ein Minus von 68,6 Prozent seit 1998. (Stand April 2024)

## Geschichte
Hervorgegangen ist der Nordkurier aus der Zeitung Freie Erde, dem ehemaligen Organ der Bezirksleitung Neubrandenburg der Sozialistischen Einheitspartei Deutschlands (SED). Die Freie Erde erschien von August 1952 bis März 1990, zuerst als Organ der Bezirksleitung Neubrandenburg der SED und ab 1989 als Sozialistische Tageszeitung im Bezirk Neubrandenburg.

## Herausgeber
An der Nordkurier-Mediengruppe, die den Nordkurier verlegt, waren bis 2021 zu jeweils einem Drittel der Verlag der Kieler Nachrichten, die Schwäbischer Verlag GmbH und Co. KG Drexler, Gessler sowie die Presse-Druck- und Verlags-GmbH beteiligt. Rückwirkend zum 1. Januar 2021 einigten sich diese drei Gesellschafter im Juli 2021 darauf, dass der Schwäbische Verlag alleiniger Gesellschafter wird. Zur Nordkurier-Mediengruppe gehört ein eigenes Logistikunternehmen, das die Nordkurier-Zeitungen, Briefe und Pakete zustellt. Lutz Schumacher, der Geschäftsführer der SV-Gruppe, will durch die Zusammenführung ein zukunftsfähigeres Medienhaus schaffen, das „für zuverlässigen lokalen und regionalen Journalismus einsteht“. Seit Anfang 2024 greifen die Digitalportale der Medien Schweriner Volkszeitung, Norddeutsche Neueste Nachrichten und Nordkurier auf die gleichen Inhalte zurück, sollen aber dennoch als getrennte Namen erhalten bleiben. Auch die Printausgabe aller drei Zeitungen wurden weitgehend dem Nordkurier angepasst und Redaktionen vereinheitlicht.

## Chefredakteure
Chefredakteure der Freien Erde:
| Zeitraum  | Name                |
| --------- | ------------------- |
| 1952–1956 | Karl-Heinz Karge    |
| 1956–1961 | Horst Jonas         |
| 1962–1964 | Heinrich Thomas     |
| 1964–1989 | Gerhard Schiedewitz |
| 1989–1990 | Heinzgeorg Oette    |

Die auf Usedom erscheinende Lokalausgabe wird unter dem abweichenden Titel Usedom Kurier herausgegeben. Sie steht in direkter Konkurrenz zur Usedom-Peene-Zeitung, der Lokalausgabe der dort erscheinenden Ostsee-Zeitung. Diese Situation entstand aus der Kreisgebietsreform 1994 durch die Zusammenlegung der Kreise Anklam (ehemals Bezirk Neubrandenburg, dadurch traditionelle Zeitung Freie Erde), Greifswald-Land und Wolgast (beide ehemals Bezirk Rostock mit dem Bezirksorgan Ostseezeitung). In Brandenburg heißt die Lokalausgabe Uckermark Kurier.
Nach dem Umbruch in der DDR 1989/1990 wurde zunächst in den alten Räumen weiter gearbeitet. Nachdem der damalige Finanzminister Theo Waigel am 30. September 1992 den Grundstein legte, bezog das durch die Treuhandanstalt privatisierte Unternehmen 1993/1994 ein neu errichtetes Druck- und Verlagshaus auf dem Neubrandenburger Datzeberg.
Chefredakteure des Nordkurier:
| Zeitraum  | Name              |
| --------- | ----------------- |
| 1990–1992 | Heinzgeorg Oette  |
| 1992–2002 | Gerhard Deckl     |
| 2002–2009 | André Uzulis      |
| 2009–2013 | Michael Seidel    |
| 2013–2019 | Lutz Schumacher   |
| 2019–2022 | Jürgen Mladek     |
| 2022–2024 | Gabriel Kords     |
| seit 2024 | Philippe Debionne |

## Auflage
Der Nordkurier hat in den vergangenen Jahren erheblich an Auflage eingebüßt. Die verkaufte Auflage ist in den vergangenen 10 Jahren um durchschnittlich 6,2 % pro Jahr gesunken. Im vergangenen Jahr hat sie um 13,3 % abgenommen. Sie beträgt gegenwärtig 40.775 Exemplare. Der Anteil der Abonnements an der verkauften Auflage liegt bei 94,5 Prozent.
| 1998   | 1999   | 2000   | 2001   | 2002   | 2003   | 2004   | 2005   | 2006  | 2007  | 2008  | 2009  | 2010  | 2011  | 2012  | 2013  | 2014  | 2015  | 2016  | 2017  | 2018  | 2019  | 2020  | 2021  | 2022  | 2023  | 2024  |
| ------ | ------ | ------ | ------ | ------ | ------ | ------ | ------ | ----- | ----- | ----- | ----- | ----- | ----- | ----- | ----- | ----- | ----- | ----- | ----- | ----- | ----- | ----- | ----- | ----- | ----- | ----- |
| 129895 | 126861 | 121166 | 117095 | 112759 | 108472 | 105579 | 101754 | 98436 | 95841 | 93750 | 90953 | 89807 | 86854 | 85534 | 82447 | 77598 | 73657 | 71450 | 69320 | 65937 | 63510 | 60668 | 58154 | 52386 | 47047 | 40775 |

## Produktion und Dienstleistungen
Von April 2009 bis März 2013 produzierte der Nordkurier seinen Mantelteil nicht mehr selbst, diesen lieferte die mv:m Mantelredaktion GmbH mit Sitz in Schwerin. Seit April 2013 erstellt der Nordkurier seinen Mantel wieder in Eigenregie und stockte dazu die Redaktion um 14 auf 120 Mitarbeiter auf. Hintergrund des neuen Konzepts war auch der Bau eines neuen Druckzentrums mit einer neuen Druckmaschine, was eine Umstellung des Zeitungsformats vom Rheinischen auf das Berliner Format bedeutete. Dadurch ließ sich das Layout des Kooperationspartners Schweriner Volkszeitung nicht mehr so einfach übernehmen. Zudem hätten „verschiedene redaktionelle Neuausrichtungen in andere publizistische Ansprüche als zu Beginn der Kooperation“ gemündet, hieß es aus Schwerin.
Im Verlag des Nordkuriers erscheinen acht Ausgaben des Wochenblattes Anzeigenkurier mit einer Gesamtauflage von 321.000 Exemplaren wöchentlich.

## Regionalteile
Als Kopfblätter erscheinen:
| Ausgabe                                                                             | Verkaufte Auflage |
| ----------------------------------------------------------------------------------- | ----------------- |
| Anklam (Vorpommern Kurier) Usedom (Insel-Zeitung im Usedom Kurier)                  | 3781              |
| Demmin (Demminer Zeitung)                                                           | 1583              |
| Neubrandenburg (Neubrandenburger Zeitung) Altentreptow (Treptower Tageblatt)        | 9778              |
| Neustrelitz (Strelitzer Zeitung)                                                    | 4611              |
| Pasewalk (Pasewalker Zeitung)                                                       | 2943              |
| Prenzlau (Prenzlauer Zeitung im Uckermark Kurier)                                   | 3780              |
| Templin (Templiner Zeitung im Uckermark Kurier)                                     | 2720              |
| Teterow (Mecklenburger Schweiz – Teterow) Malchin (Mecklenburger Schweiz – Malchin) | 4180              |
| Ueckermünde (Haff-Zeitung)                                                          | 2869              |
| Waren (Müritz-Zeitung)                                                              | 4530              |

## Strafverfahren wegen des BegriffsRabauken-Jäger
Überregional berichtet wurde über ein Verfahren gegen einen Nordkurier-Reporter, der einen Jäger, der ein totes Reh an einem Seil hinter seinem Auto über die Straße geschleift hatte, im Juni 2014 als Rabauken-Jäger bezeichnete. Vor dem Amtsgericht Pasewalk wurde der Journalist im Mai 2015 wegen Beleidigung zu einer Geldstrafe von 1000 Euro verurteilt, die Strafe wurde im Februar 2016 vom Landgericht Neubrandenburg bestätigt, aber im September 2016 vom Oberlandesgericht Rostock aufgehoben.

## Kritik
Der Katapult-Chefredakteur Benjamin Fredrich warf dem Nordkurier 2020 vor, systematisch mit Rassismus zu arbeiten, um eine höhere Reichweite zu erzielen. „Ich glaube, die haben irgendwann mal rausgefunden, welche Artikel bei ihnen ganz gut laufen und das waren nun mal die hetzerischen – Ausländer schlecht, Einheimischer gut – Afrikaner greift Deutschen an – die gegen uns“, schrieb er in einem Online-Artikel. Seine Kritik zielte nicht nur auf die Berichterstattung ab, sondern auch die fehlende Moderation menschenverachtender Kommentare unter der Nordkurier-Facebookseite: „Einige Leute vom Nordkurier sind waschechte Rassisten, die die Mordfantasien ihrer Leser erst schüren und anschließend auf ihren Kanälen dulden. Damit verletzen sie gleichzeitig den Pressekodex und das Grundgesetz.“ Der Journalist Tilo Jung kommentierte den Bericht: „Ich schäme mich für meine Heimatzeitung (und Ausbildungsstätte)“.
Im Januar 2021 warf der Autor Hendrik Wieduwilt der Textchefin des Nordkuriers, Simone Schamann, vor, einem Interviewgast nach mehreren Falschaussagen nicht widersprochen zu haben. Der Anwalt hatte die These aufgestellt, dass der im Rahmen der COVID-19-Pandemie verhängte Lockdown gegen EU-Recht verstoße. Auf dem medienkritischen Online-Magazin Übermedien fragte Wieduwilt: „Wie erklärt man sich dieses simultane Punktversagen von Journalismus und Anwaltschaft? Was werden beide mit diesem Interview bei den Querdenkern auslösen?“
Im Mai 2021 warf die taz dem Nordkurier eine wiederholte inhaltliche Nähe zur „Querdenken“-Bewegung vor.
Im November 2021 veröffentlichte der Nordkurier in seiner Printausgabe einen Beitrag der nationalkonservativen bis rechtsextremen Wochenzeitung Junge Freiheit, ohne diese politisch einzuordnen. Tim Ehlers von der Regionalzeitung Katapult MV kritisierte, dass der Nordkurier damit das „Sprachrohr einer radikal-nationalistischen Opposition“ normalisieren würde: „Das Abdrucken eines Beitrags einer neurechten Zeitung aber, zumal ohne kritische Einordnung, führt zu einer Normalisierung des Mediums. Leserinnen und Leser des Nordkuriers bekommen den Eindruck, die Junge Freiheit sei eine ganz normale Zeitung.“
Im Juni 2024 warf Katapult MV dem Nordkurier mangelnde Einordnung von faktenfernen, manipulativen, menschenverachtenden, rassistischen und frauenfeindlichen Aussagen von AfD-Politikern vor und bezeichnete den „Nordkurier als ungefilterte AfD-Plattform“. Diese Kritik bezog sich hauptsächlich auf zwei Artikel, bei denen „nicht alle demokratiefeindlichen Aussagen [..] richtiggestellt“ wurden. Der Pressesprecher des Deutschen Journalistenverbands Hendrik Zörner hielt eine Einordnung dagegen für unverzichtbar. Die Vorwürfe bezogen sich auch auf einen Text zum Urteil über die bundesweite Einstufung der AfD als rechtsextremistischer Verdachtsfall, in dem nur die beiden AfD-Politiker Erik Holm und Enrico Komning, Mitglied des aufgelösten völkisch-nationalistischen und rechtsextremen Flügels der AfD, zu Wort kamen und u. a. die Unabhängigkeit der Justiz ohne Einordnung seitens des Nordkuriers infrage stellten.